# إد بيرد
إد بيرد (بالإنجليزية: Ed Beard)‏ هو لاعب كرة قدم أمريكية أمريكي، ولد في 9 ديسمبر 1939 في تشيسابيك في الولايات المتحدة.

## وصلات خارجية
- إد بيرد على موقع مرجع كرة القدم المحترفة.كوم (الإنجليزية)